# Lac des Confins
Le lac des Confins est un lac de France situé dans les Alpes, en Haute-Savoie, sur la commune de la Clusaz.

## Géographie
Il se trouve en aval de la combe de Bella-Cha, à proximité du lieu-dit des Confins, au pied de la chaîne des Aravis, en contrebas sur l'adret du col des Confins qui permet de rejoindre la vallée du Bouchet à pied. Situé à 1 358 mètres d'altitude, il gèle en hiver.

## Activités
Chaque année se tient sur le lac une manifestation sportive festive, le Défi Foly. Cette attraction locale constitue pour les participants à s'élancer à ski depuis une pente enneigée pour arriver dans le lac. Le but est d'y parcourir la plus grande distance. L'épreuve est prétexte à la conception de déguisements et d'embarcations variés.

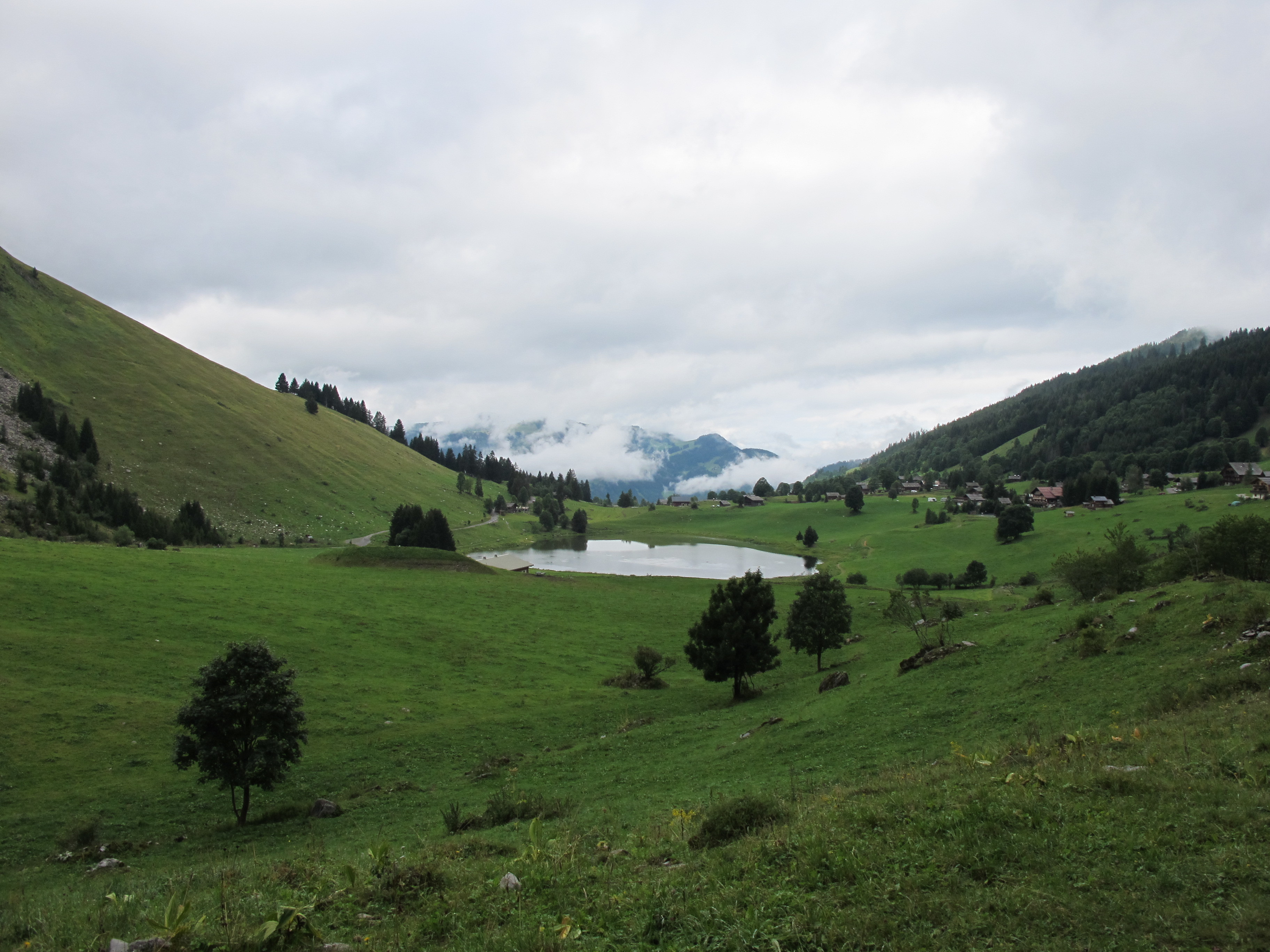
Le lac vu depuis le col des Confins au nord-est.
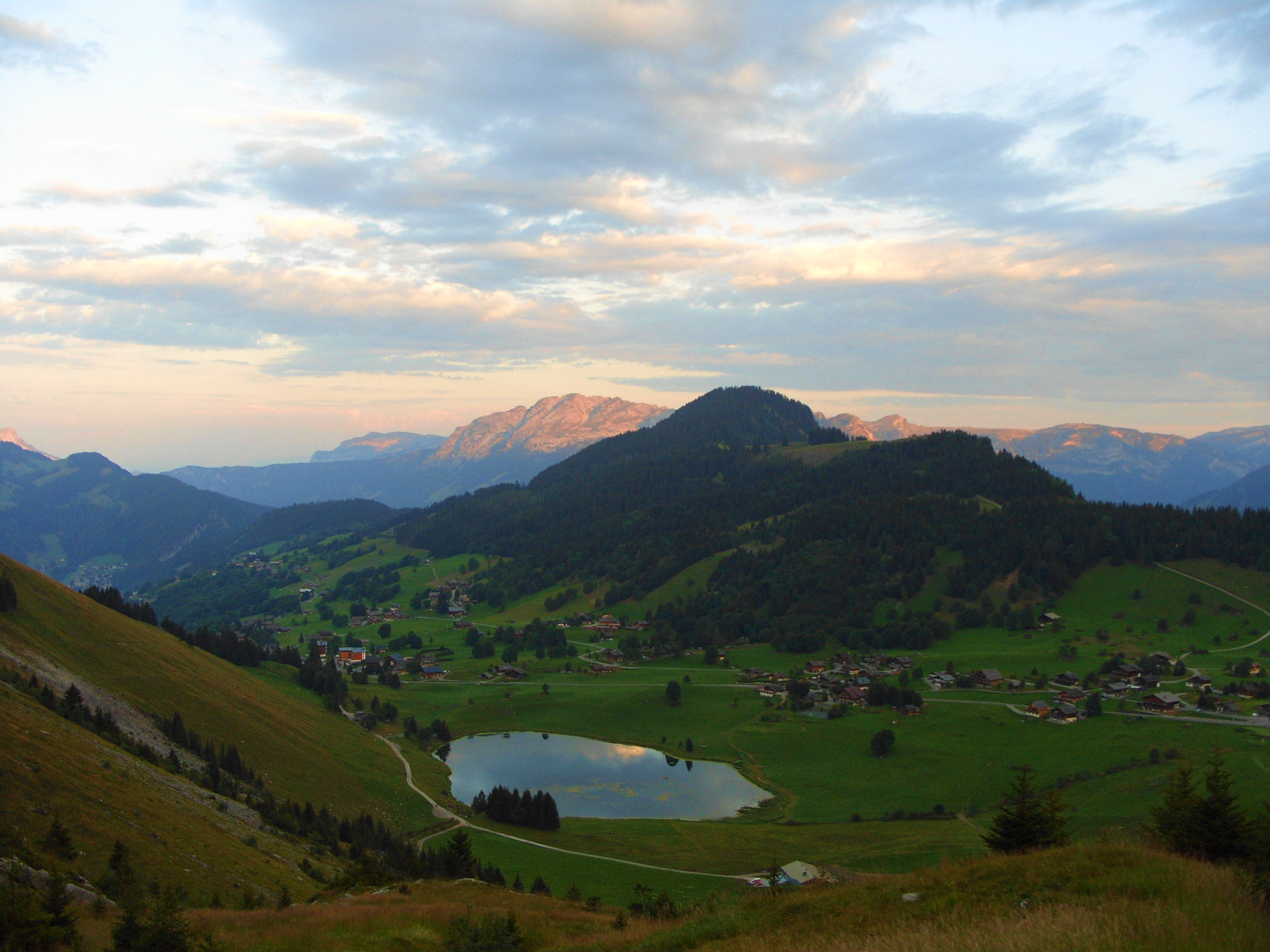
Le lac et la tête du Danay vus depuis la chaîne des Aravis à l'est.
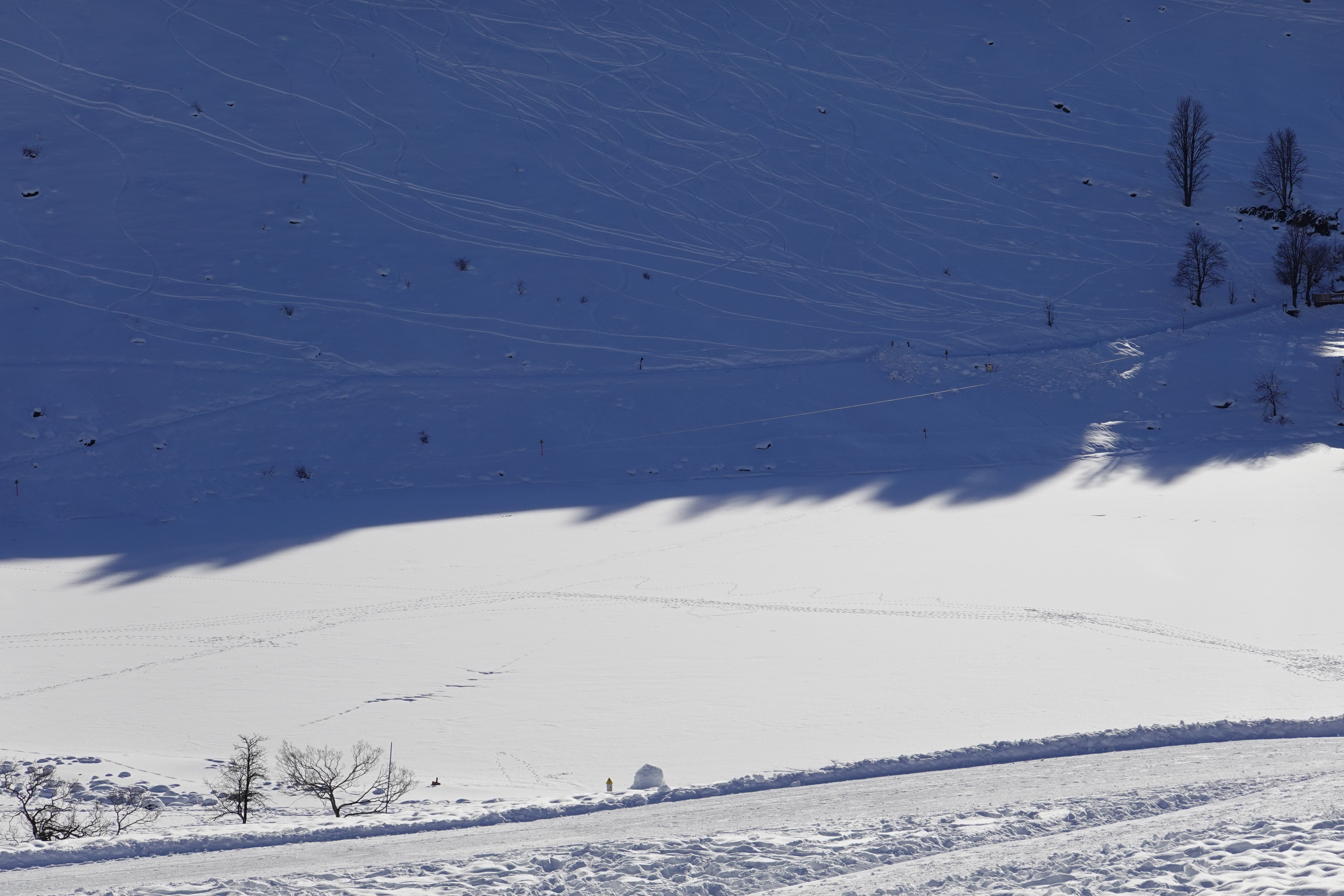
Le lac gelé en hiver.